# Fyrd
Fyrd – pospolite ruszenie w średniowiecznej Anglii, powszechna mobilizacja wszystkich wolnych mężczyzn zdolnych do obrony ziemi pośrednio (obrona mostów, budowa grodów, patrol i czuwanie) bądź bezpośrednio (uczestnictwo w kampanii wojennej). Skandynawską wersją fyrdu był tzw. leidang. Instytucja fyrdu istniała już przed podbojem normańskim w roku 1066, a jej początki najprawdopodobniej sięgają aż wieku VII. 
Wojsko powoływano zgodnie z podziałem własności ziemi. Jeden zbrojny powoływany był z każdych dwóch łanów. Hide musiała wyposażyć, opłacić i utrzymać tego żołnierza. Zazwyczaj zbrojni  pochodzili z grupy thanów, czyli pewnego rodzaju arystokracji. Część pospolitego ruszenia składała się również z chłopów. Według szacunków podczas fyrdu mogło zgromadzić się z całego królestwa około 20 000 wojowników.
Zwyczajowo żołnierze mieli obowiązek darmowej służby władcy przez miesiące. Po tym okresie król, chcąc utrzymać armię w gotowości, musiał opłacać wojowników z podatku danegeld. Osoba, która nie stawiła się na wezwanie panującego, była zmuszona do zapłaty grzywny zwanej fyrdwite.
Podobny system istniał w przypadku powoływania ludności do służby na morzu. 300 osób z hide miało obowiązek wyekwipowania spośród siebie 60 wojowników-wioślarzy. Ich zadaniem było nagłe atakowanie wojsk wroga, patrolowanie wybrzeża, plądrowanie i nękanie pojedynczych oddziałów przeciwnika. 
Instytucję fyrdu unowocześnił Alfred Wielki. Pospolite ruszenie stanowiło znaczną część armii Harolda II podczas bitwy pod Hastings. Wielokrotnie z fyrdu korzystali również władcy z dynastii normańskiej.